# Puissance de donner et casser la loi

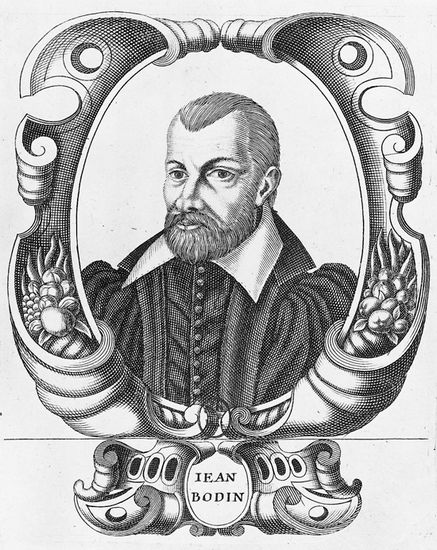
Jean Bodin, qui théorisa « la puissance de donner et casser la loi » du souverain.

La « puissance de donner et casser la loi » est une notion de droit constitutionnel visant à définir le pouvoir du souverain. Elle a été théorisée par Jean Bodin dans son ouvrage Les Six Livres de la République, publié en 1576. En faisant du souverain la source même de la loi, elle légitime le concept de monarque absolu qui donne et casse la loi sans qu'il soit besoin pour cela du consentement de ses sujets.

## Présentation et portée

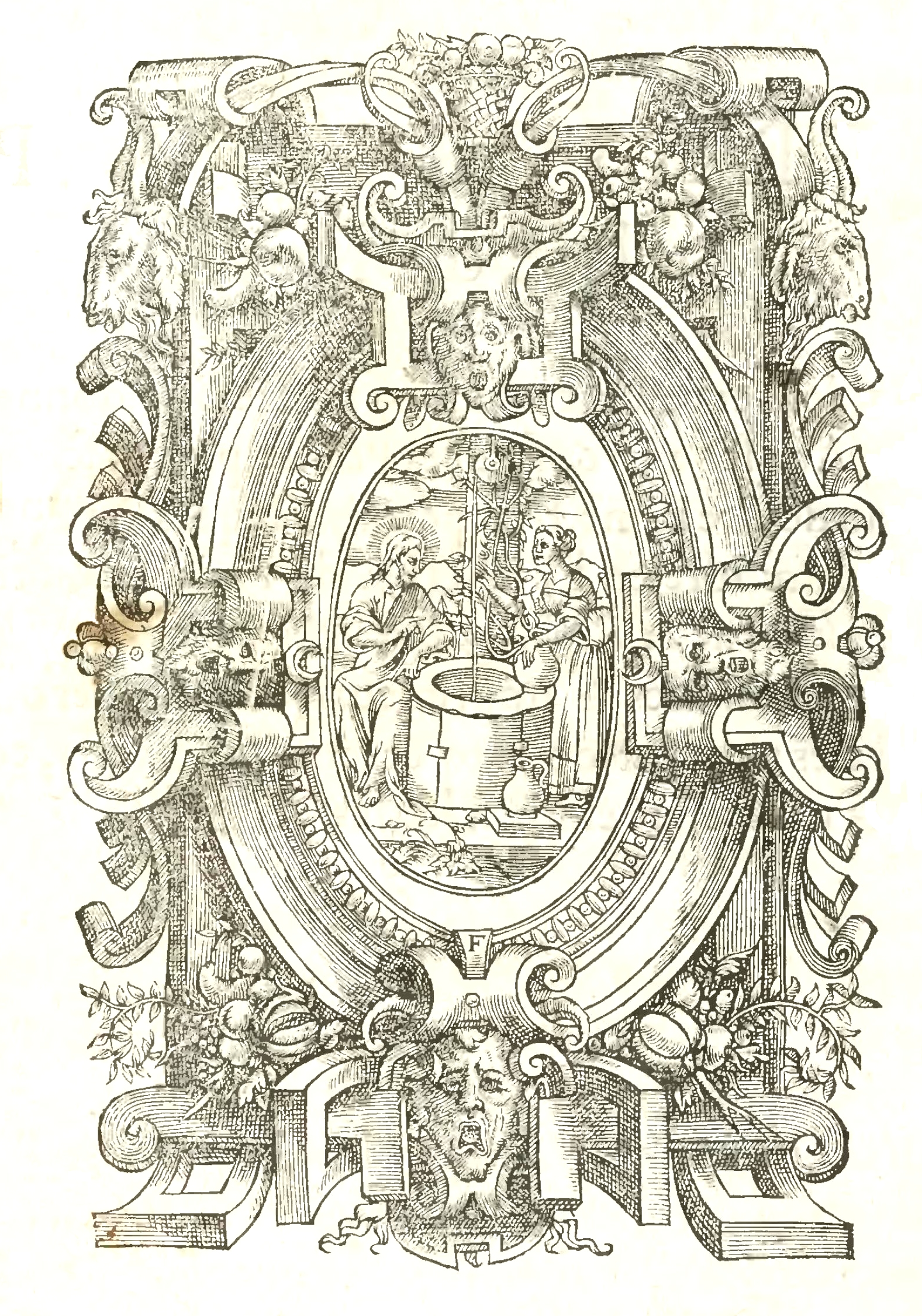
Illustration de couverture de l'édition de 1576 des Six Livres de la République.

Dans son ouvrage politique novateur, Les Six Livres de la République, Jean Bodin est le premier à définir la notion de souveraineté en termes juridiques. Celle-ci comporte deux attributs essentiels. Le premier est que « la souveraineté n'est limitée ni en puissance, ni en charge, ni en certain temps. » Le second attribut essentiel est son caractère absolu. La souveraineté, qui n'a « d'autre limite que la loi de Dieu et de nature se traduit immédiatement par un double pouvoir du Prince : a) il peut donner et casser la loi, b] il est absous de l'obéissance aux lois qu'il établir. » En corollaire, la « puissance de donner et casser la loi » définit selon l'auteur la « compétence législative » du souverain, dont elle constitue un « attribut essentiel ». En effet, c'est de cette compétence législative que procèdent toutes les prérogatives du souverain. 
Pour Jean Bodin, en effet, « le point principal de la majesté suprême et absolue gît principalement à donner loi aux sujets en général sans leur consentement ».

La portée de cette compétence législative du souverain est immense. Car, pour reprendre les termes de Jean Bodin, 

« sous cette même puissance de donner et casser la loi, sont compris tous les autres droits et marques de souveraineté de sorte qu'à parler proprement, on peut dire qu'il n'y a que cette seule marque de souveraineté, attendu que tous les autres droits sont compris en celui-là : comme décerner la guerre ou faire la paix ; connaître en dernier ressort des jugements de tous magistrats ; instituer ou destituer les grands officiers ; imposer ou exempter les sujets de charges et subsides ; octroyer grâces et dispenses contre la rigueur des lois ; hausser ou baisser le titre, valeur et pied des monnaies... »

— Jean Bodin, Les Six Livres de la République, Livre I, Chapitre X, p. 223

## Analyse

### La conception de Jean Bodin
Cette « puissance de donner et casser la loi », sous laquelle « sont compris tous les autres droits et marques de souveraineté » montre que la loi est définie par la volonté de celui qui l'institue, sans devoir se rattacher à un ordre antérieur et transcendant. En ce sens, la puissance du souverain se rapproche de la puissance divine. Comme le précise Jean Bodin, « la loi n'est autre chose que le commandement du souverain, usant de la puissance ».
Si le but de Bodin n'est pas de revendiquer pour le souverain le recours à l'arbitraire, l'auteur n'en établit pas moins une distinction entre le droit, « qui n'emporte rien que l'équité », et la loi, qui, elle, « emporte commandement ». La puissance du prince est absolue, sans limites, car ce qui la définit, c'est la sujétion totale de tous les « francs-sujets », qui abandonnent tous leurs droits, et ne reçoivent du souverain que des privilèges temporaires et révocables par celui-ci.

### Différence avec le « contractualisme » de Hobbes

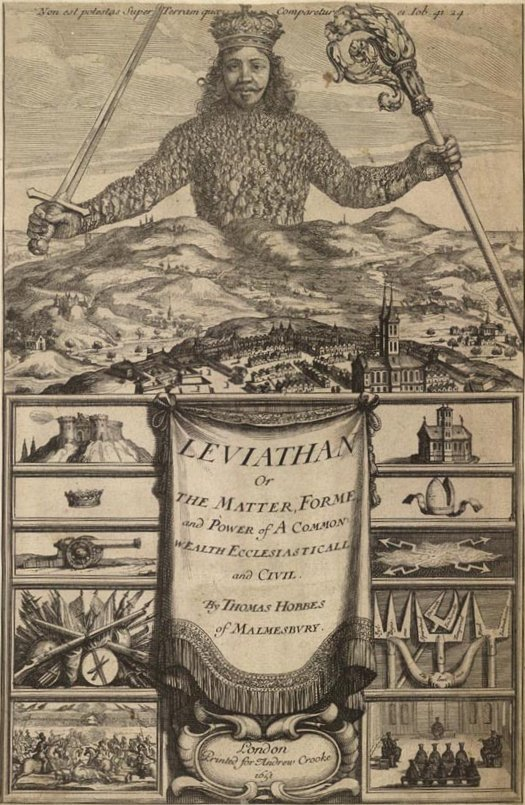
Le frontispice du Leviathan, œuvre du graveur Abraham Bosse.

Une telle approche s'oppose frontalement au « contractualisme » prôné plus tard par Thomas Hobbes, l'un des fondateurs de la philosophie politique moderne. Celui-ci, notamment dans son Léviathan publiée en 1651, développe l'idée que le gouvernement doit découler d'un pacte de chacun envers chacun où tous cèdent au souverain et leur liberté, et leur droit de se gouverner eux-mêmes afin que la volonté du souverain ramène les volontés de tous les individus à une seule et unique volonté. Car sans cela, dit Hobbes, les hommes à l'« état de nature » cherchent uniquement à survivre, à assurer leur propre préservation, par tous les moyens nécessaires ; or, dans un tel cas, la société est en situation de chaos et de guerre civile, selon la formule bellum omnium contra omnes (la « guerre de tous contre tous », en latin), qui ne peut être évitée que par un fort gouvernement central. 
Si Hobbes met donc en avant, comme Bodin, le pouvoir du souverain de gouverner ses sujets, la différence tient au fait que chez Hobbes, ce pouvoir procède du peuple, qui ne cède les siens que dans un cadre défini par un « pacte social », alors que le souverain décrit par Bodin ne reçoit son pouvoir de personne ni d'aucun ordre préexistant.

### Source
- Les Six Livres de la République, Paris, 1576 (lire en ligne). Voir aussi texte sur Wikisource

### Études
- Simone Goyard-Fabre, L'État : figure moderne de la politique, Armand Colin, 1999 (lire en ligne).
- Jean-François Courtine, Nature et empire de la loi : études suaréziennes, Vrin, 1999 (lire en ligne).
- Paolo Napoli, Naissance de la police moderne : pouvoir, normes, société, La Découverte, 2012.
- Emmanuel Le Roy Ladurie, Henry Méchoulan, André Robinet, L'État baroque: regards sur la pensée politique de la France du premier XVIIe siècle, Vrin, 1985, p. 104.
- Léo Hamon, Guy Lobrichon, Maurice Agulhon, L'Élection du chef de l’État en France de Hugues Capet à nos jours, Éditions Beauchesne, 1988, p. 53.
- Yves Charles Zarka, « État et gouvernement chez Bodin et les théoriciens de la raison d'État », dans Yves Charles Zarka, Jean Bodin. Nature, histoire, droit et politique, P.U.F., 1996, p. 149-160